# Ohrbach, Steinbach und Sürstbach
Koordinaten: 50° 37′ 41″ N, 6° 52′ 18″ O
Das Naturschutzgebiet Ohrbach, Steinbach und Sürstbach liegt auf dem Gebiet der Stadt Euskirchen im Kreis Euskirchen in Nordrhein-Westfalen.
Das aus sechs Teilflächen bestehende Gebiet erstreckt sich südöstlich der Kernstadt Euskirchen und östlich des Euskirchener Stadtteils Flamersheim entlang des Ohrbaches. Durch das Gebiet hindurch verläuft die Landesstraße L 119, am südwestlichen und südöstlichen Rand verläuft die L 210.

## Bedeutung
Für Euskirchen ist seit 2007 ein 18,61 ha großes Gebiet unter der Kenn-Nummer EU-154 als Naturschutzgebiet ausgewiesen. Die Unterschutzstellung erfolgt zur Erhaltung des Lebensraumes für nach dem Bundesnaturschutzgesetz geschützte oder nach der Roten Liste in Nordrhein-Westfalen gefährdete Tierarten.